# Ansamblul rupestru de la Murfatlar

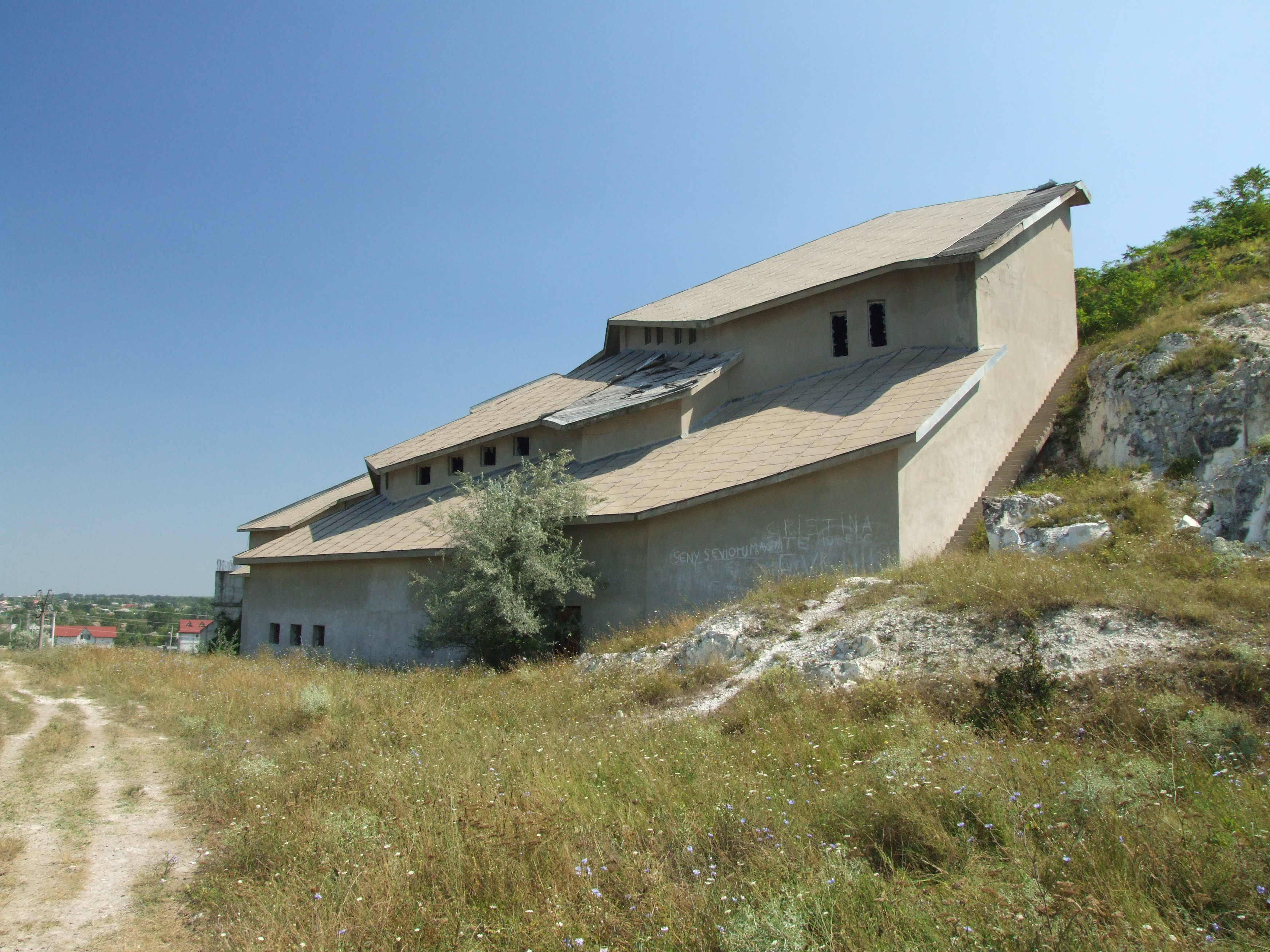
Complexul rupestru Basarabi-Murfatlar

Situl arheologic Basarabi-Murfatlar se află la o distanță de 15 km de litoralul Mării Negre, pe malul drept a ceea ce a fost Valea Carasu, acum Canalul Dunăre-Marea Neagră. Este alcătuit din camere și galerii, fiind săpat într-un deal de cretă situat în apropierea carierei de extragere a cretei din Basarabi. A fost descoperit pe 11 iunie 1957, în urma unor lucrări de extindere a zonelor de exploatare a cretei. Acest complex, a adăpostit, în opinia cercetătorilor, prima biserică și primele chilii ale unei mănăstiri, de pe teritoriul României.
Bisericile și galeriile săpate în dealul de cretă de la Basarabi-Murfatlar se află pe versantul de NV al dealului Tibisirul, la o distanță de câteva zeci de metri de Canalul Dunăre - Marea Neagră și în imediata apropiere a marelui val de piatră. Se presupune că întrebuințarea inițială a complexului Basarabi-Murfatlar a fost strâns legată de existența acestui val de piatră, deoarece multe dintre fragmentele păstrate ale coronamentului de val sunt din cretă, a cărei origine se poate afla în cariera veche. Datarea sitului s-a făcut pe baza indicației unei inscripții din naosul bisericii B4 leat 6500, ceea ce înseamnă anul 992.

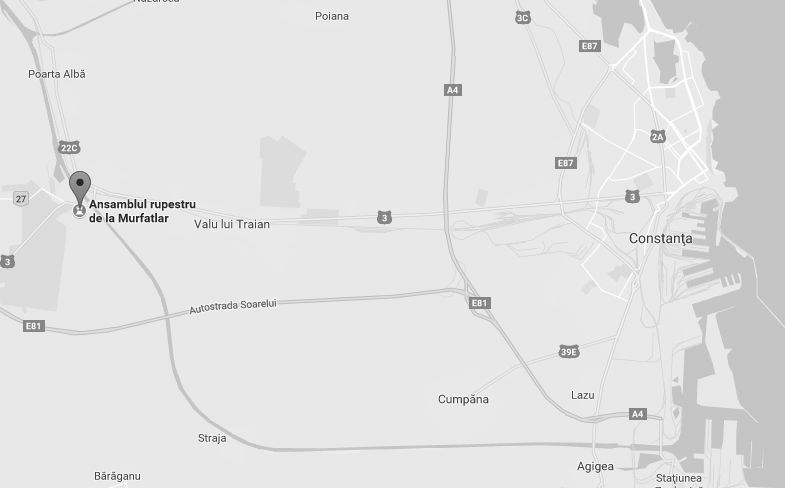
Poziția geografică a ansamblului de la Basarabi-Murfatlar

Situl este monument istoric, cu cod LMI CT-I-s-A-02585.

## Istoricul descoperirii
Complexul a fost descoperit în după amiaza zilei de 11 iunie 1957. Se urmărea extinderea zonei de exploatare a cretei din cariera modernă către vest, făcându-se împușcături în stratul de steril care acoperea masivul. Rezultatul acestor împușcături a fost prăbușirea unei părți din stratul de steril de deasupra bisericii B1, aflată la nivelul cel mai ridicat al complexului, descoperindu-i astfel intrarea. În vara aceluiași an, Institutul de Arheologie din București și Muzeul Regional Dobrogea au condus cercetări arheologice, degajând stratul de steril din jurul bisericii B1 și separând-o de restul carierei moderne. Colectivul șantierului a fost alcătuit din Ion Barnea (responsabil) și Virgil Bilciurescu, Petre Diaconu, Adrian Rădulescu și Radu Florescu (membri). Ca rezultat al acestor investigații au fost descoperite locuința sau biserica de la NNE de B1, camerele C (C1 si C2), galeriile E și locuința situată la SSV de acestea. Au fost luate releveuri ale inscripțiilor și desenelor găsite până la acea dată, s-a desenat planul general și au fost făcute secțiuni topografice. Ceramica, obiectele de uz casnic, diverse obiecte de cretă cioplită, ba chiar și porțiuni întregi decupate din pereții de cretă au fost transportate la Muzeul Regional Dobrogea și la Muzeul de Arheologie București. De asemenea, s-a ridicat un șopron care să protejeze intrarea în biserica B1, pe fațada căreia se păstra la acea dată o inscripție.
Complexul Basarabi-Murfatlar a devenit imediat un subiect de atracție, turiștii afectând scrierile prezente pe pereți, iar galeriile E au fost grav afectate de intemperii în urma prăbușirii unei arcade.
La 1 septembrie 1960, șantierul Basarabi a fost preluat de către Direcția Monumentelor Istorice, care a deschis un șantier de restaurare a părții cunoscute la acea dată din complex. Au fost luate măsuri de a izola complexul de restul carierei și de a îndepărta scurgerile de apa. În paralel cu aceste operații de conservare a monumentelor, Direcția Monumentelor Istorice a efectuat, în colaborare cu Institutul de Arheologie București, săpături de cercetare. S-a pornit la degajarea stratului de steril din fața bisericii B1 (pe directia S-N) și a camerelor C (SE-NV), descoperindu-se astfel existența „masivului peninsula”. Masivul a fost debarasat începând cu latura superioară, mai întâi fiind dezvelită biserica B2. A fost apoi descoperită deschiderea superioară a galeriei H, prin care s-a coborât la nivelul median (B3) și nivelul inferior (B4). Campania s-a încheiat la 15 decembrie 1960.
În 1961, monumentele au fost preluate de Institutul de Arheologie, conducându-se din nou sondaje și degajându-se bisericile B3 și B4, pentru ca între 1 august și 28 decembrie 1961 șantierul sa fie din nou condus de Direcția Monumentelor Istorice. În urma celor două campanii din anul 1961 au fost scoase la iveala locuințe de suprafață construite pe umplutura de steril, un mic cimitir aferent, vetre de foc, fragmente ceramice, precum și 10 schelete de oameni și animale.
În timpul campaniei din 1962, au fost degajate alte două bazine ale carierei de cretă, pe ale căror pereți au fost descoperite cruci. Cu acest prilej au fost identificate alte patru locuințe de suprafața și două așezate pe umplutura de cretă a carierei. Din păcate, nici-una din aceste locuințe nu se mai păstrează în ziua de azi. Singurele urme ale săpăturilor din 1962 sunt fotografiile uneltelor de fier găsite cu acel prilej (șase topoare sau târnăcoape, un amnar, un cui de fier și trei cuțite). Lucrările de consolidare și conservare au continuat, dar au fost întrerupte într-un final din lipsă de fonduri.
Starea actuală a complexului este una de deteriorare grabnică. Din galeriile E au rămas doar pereții coșcoviți, iar în bisericile B1, B3 și B4, precum și în camera C1, pereții se exfoliază. Construcția de protecție nu a fost încheiată, ea acoperă un sfert din complex (partea de SV) și nu permite aerisirea.

## Galerie de imagini

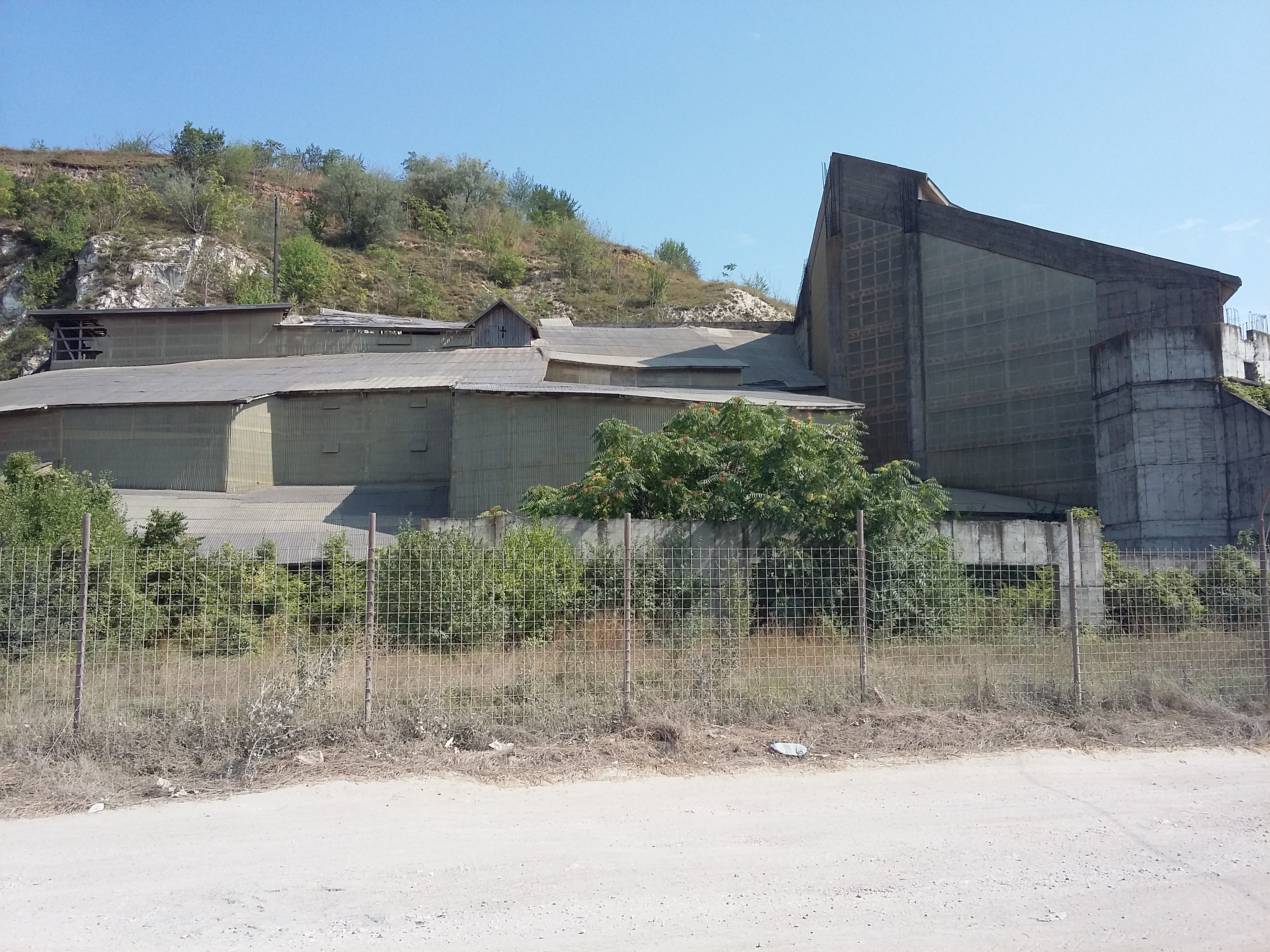
Vedere din față
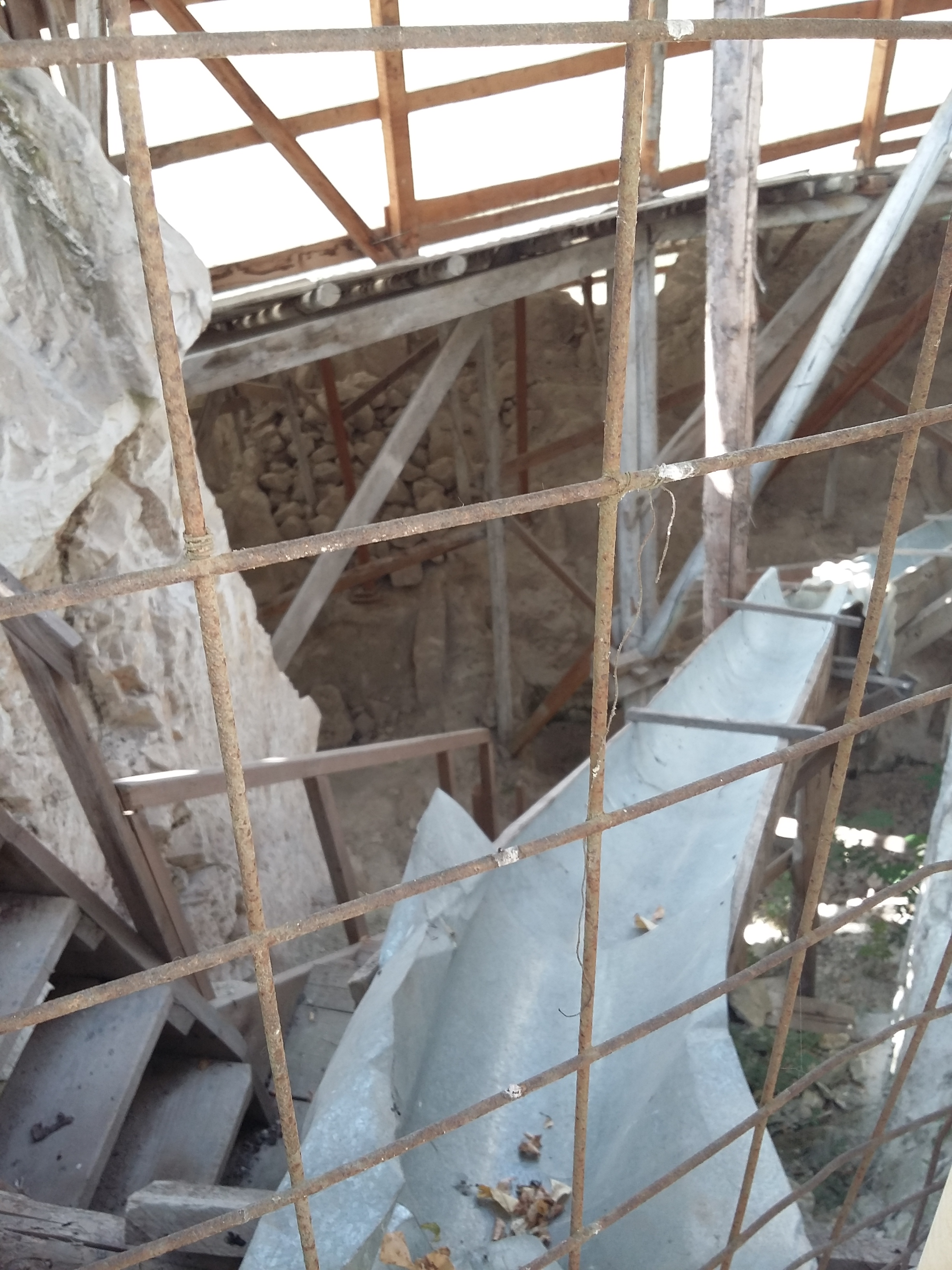
Interior
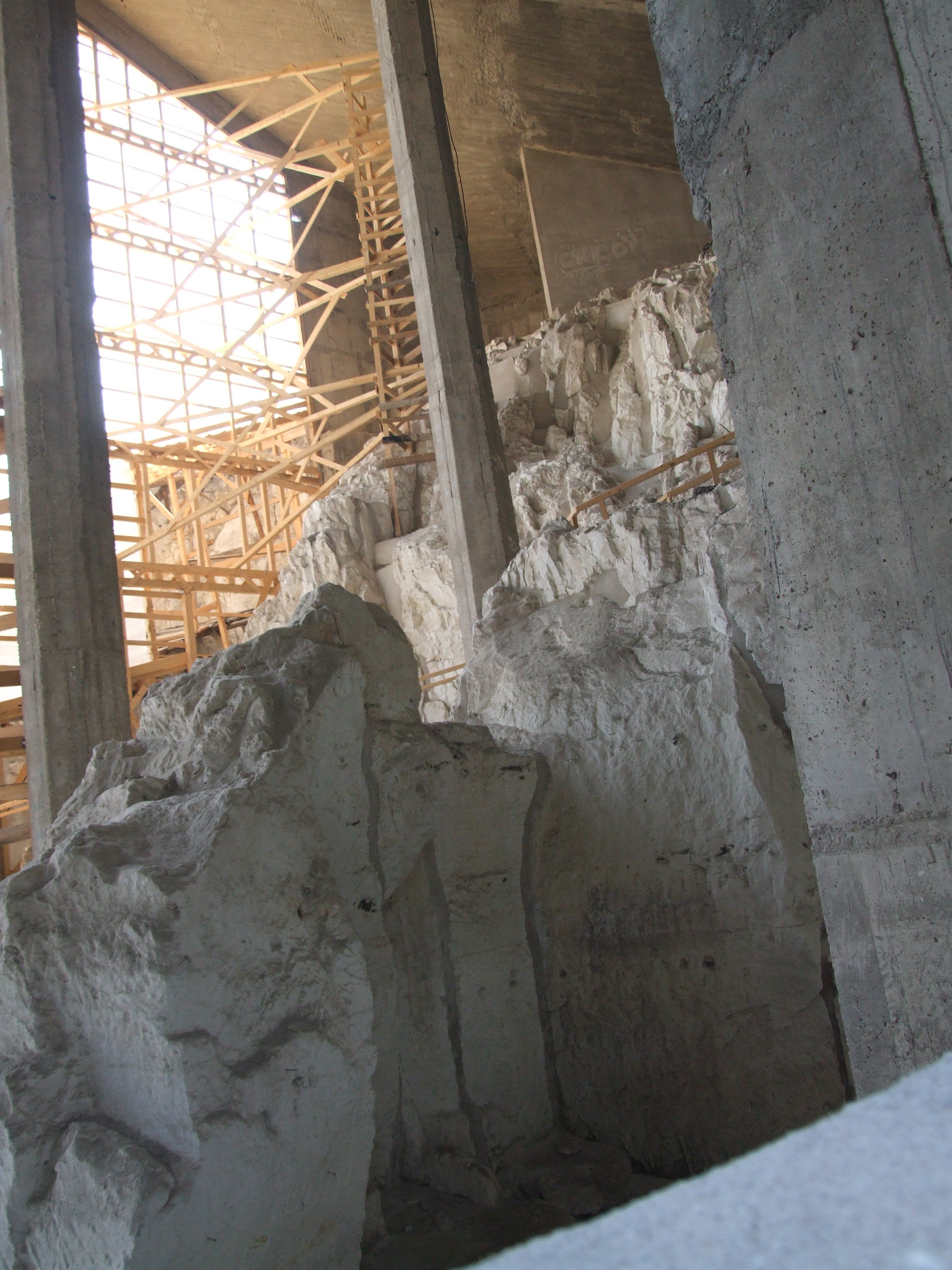
Interior
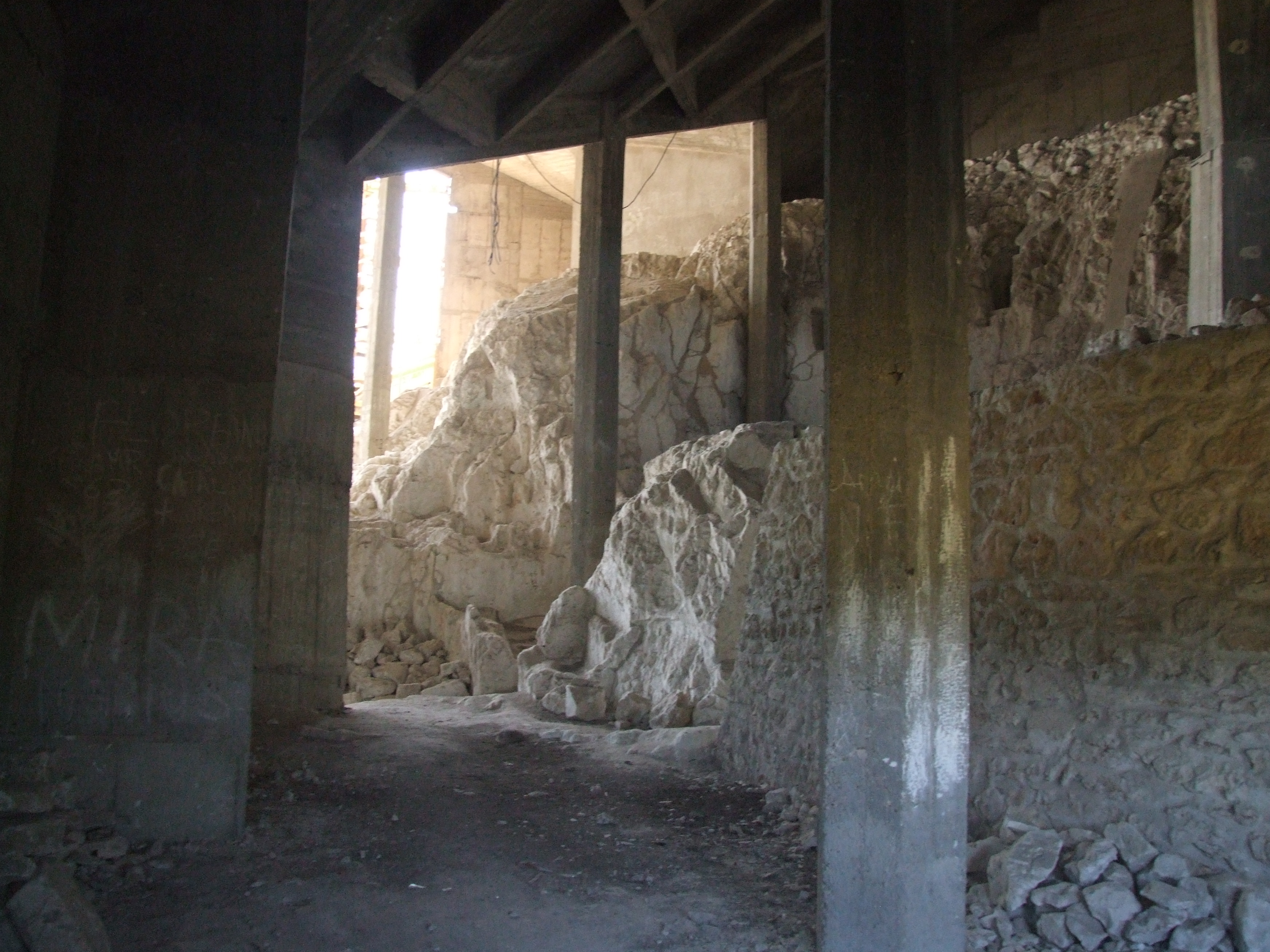
Interior
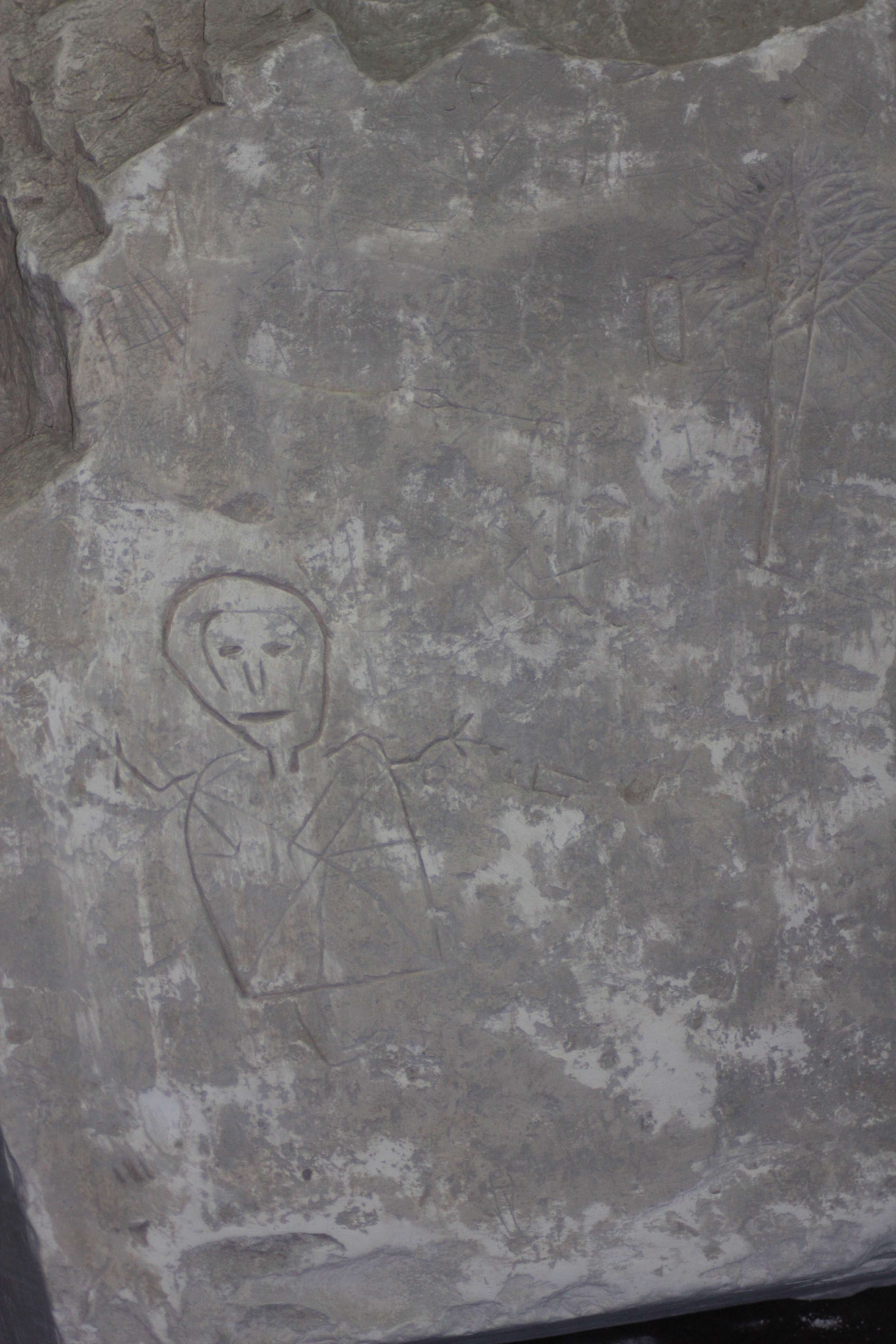
Graffiti de lângă ansamblu